# Forteresse de Gonio
La forteresse de Gonio-Apsarus (géorgien : გონიოს ციხე), est un site archéologique en Adjarie, Géorgie, sur la côte de la mer Noire, à 15 km au sud de Batoumi. Gonio est le nom moderne du site qui était appelé Apsaros ou Apsaruntos dans l'antiquité. Il se situe à l'embouchure de la rivière Tchorokhi, sur la rive gauche, à 4 km au nord de la frontière turque. Il s'agit d'une forteresse d'une surface de 4,75 ha.

## Histoire
La plus ancienne référence à la forteresse est celle de Pline l'Ancien dans l’Histoire naturelle (Ier siècle apr. J.-C.). La forteresse est également mentionnée dans les Guerres mithridatiques d’Appien (IIe siècle apr. J.-C.). Au IIe siècle apr. J.-C., Gonio était un centre fortifié bien connu de la Colchide, qui était également connu pour son théâtre et son hippodrome. Le nom moderne « Gonio » est attesté pour la première fois chez Michael Panaretos au XIVe siècle. En outre, il a eu une station commerce génoise. En 1547, la ville de Gonio fut prise par les Ottomans, qui la conservèrent jusqu'en 1878, date à laquelle l'Adjarie, à la suite du traité de San Stefano, devint partie intégrante de l'empire russe.
À l'automne de 1647, selon Evliya Çelebi, le site de Gonio fut capturé par une marine cosaque de 70 tchaïkas, mais récupéré rapidement par Ghazi Sidi Ahmed, chef du sandjak de Tortum, avec une force de 1000 Turcs et 3000 Mingréliens,.